# Amphiglossus crenni
Espèce
Synonymes
- Sepsina crenni Mocquard, 1906

Statut de conservation UICN

 LC  : Préoccupation mineure
Amphiglossus crenni est une espèce de sauriens de la famille des Scincidae.

## Répartition
Cette espèce est endémique de Madagascar.

## Étymologie
Cette espèce est nommée en l'honneur de Louis Creen.

## Publication originale
- Mocquard, 1906 : Description de quelques reptiles et d’un batracien d’espèces nouvelles. Bulletin du Museum national d'histoire naturelle, vol. 12, p. 247-253 (texte intégral).